# フランツ・クサーヴァー・ライヒハート
フランツ・クサーヴァー・ライヒハート（ドイツ語:Franz Xaver Reichhart、1851年 - 1934年）は、19世紀ドイツ、バイエルン王国の死刑執行人である。
フランツ・クサーヴァーは、先祖代々死刑執行人を世襲しているライヒハート家に生まれた。甥のヨハン・ライヒハートも後に死刑執行人になっている。
1902年2月21日に連続強盗犯マティアス・クナイスル（Mathias Kneißl）に行われたギロチンによる死刑執行を最期に引退した。
1934年にミュンヘンで死亡した。